# 18e étape du Tour d'Espagne 2007

La 18e étape du Tour d'Espagne 2007 eut lieu le 20 septembre. Le parcours de 154 kilomètres relie Talavera de la Reina à Ávila.

## Récit
À trois jours de l'arrivée à Madrid, la 17e étape de cette Vuelta conduit les coureurs à la ville fortifiée d'Ávila. Une première difficulté attend le peloton après trente kilomètres de course : la longue ascension (21 km) du Puerto de Mijares, culminant à 1 580 mètres, et classé en 1re catégorie. Vient ensuite le Puerto de Navalmoral. Quatre coureurs ne prennent pas le départ à Talavera de la Reina : Paolo Bettini, László Bodrogi, Stefan Schumacher et Allan Davis.
Dans cette étape propice aux offensives, un premier groupe de 24 coureurs attaque dès les premiers kilomètres et est repris par le peloton durant la première difficulté. Une deuxième attaque lui succède rapidement. Dix-neuf coureurs se trouvent alors à l'avant : les trois CSC Volodymyr Gustov, Chris Anker Sørensen et Christian Vande Velde, Jurgen Van Goolen, Luis Pérez Rodríguez, les trois Caisse d'Épargne Vladimir Karpets, David López García et Xabier Zandio, Franco Pellizotti, Ángel Vallejo, Santos González, les deux Cofidis Maxime Monfort et Sylvain Chavanel, les deux coureurs d'Euskaltel-Euskadi Igor Antón et Iñaki Isasi, les deux grimpeurs d'AG2R Prévoyance Hubert Dupont et Stéphane Goubert, et les deux Lampre-Fondital David Loosli et Sylwester Szmyd.
Dans le groupe des favoris, Carlos Sastre attaque, suivi par Denis Menchov, et avec l'aide, une fois de plus, d'Íñigo Cuesta. La plupart des leaders suivent, à l'exception notable de Vladimir Efimkin, 2e au classement général. En revenant sur les échappés, ils forment un nouveau groupe de tête composé de Sastre et ses coéquipiers Gustov, Sørensen et Vandevelde, Vladimir Karpets, Menchov esseulé, Cadel Evans, Ezequiel Mosquera, Samuel Sánchez, Antón, Pellizotti, Goubert, Dupont, Pérez Rodriguez et Monfort.
Ce groupe passe le Puerto de Navalmoral en tête. Emmené par les CSC et les Euskaltel, il compte, en arrivant à Ávila, près de 3 minutes d'avance sur un peloton emmené lui par les coéquipiers d'Efimkin tentant de combler l'écart afin de maintenir le Russe sur le podium.
En tête, Luis Perez Rodriguez attaque dans la côte pavée longeant les fortifications d'Ávila. Pellizotti tente de le suivre, en vain. Après un circuit d'une dizaine de kilomètres, et un nouveau passage par les pavés, Perez Rodriguez s'impose en solitaire sur cette étape, à trois jours de sa retraite sportive.
Evans règle le sprint du groupe "maillot or" arrivé à 41 secondes de l'Espagnol. Efimkin, arrivé trois minutes plus tard, passe de la 2e à la 5e place au classement général, dépassé par Evans, Sastre et Sanchez. Antón et Karpets gagnent également une place.
Profitant de l'abandon de Bettini, Daniele Bennati est le nouveau leader du classement par points.

## Classement de l'étape
| \| 1. \| Luis Pérez Rodríguez \| Espagne \| en \| 3 h 43 min 45 s \| \| 2. \| Cadel Evans \| Australie \| + \| 41 s \| \| 3. \| Franco Pellizotti \| Italie \| \| m.t. \| \| 4. \| Samuel Sánchez \| Espagne \| \| m.t. \| \| 5. \| Denis Menchov \| Russie \| \| m.t. \| \| 6. \| Ezequiel Mosquera \| Espagne \| \| m.t. \| \| 7. \| Stéphane Goubert \| France \| \| m.t. \| \| 8. \| Carlos Sastre \| Espagne \| \| m.t. \| \| 9. \| Maxime Monfort \| Belgique \| \| m.t. \| \| 10. \| Vladimir Karpets \| Russie \| \| m.t. \| |                      |           |    |                 |
| 1. | Luis Pérez Rodríguez | Espagne   | en | 3 h 43 min 45 s |
| 2. | Cadel Evans          | Australie | +  | 41 s            |
| 3. | Franco Pellizotti    | Italie    |    | m.t.            |
| 4. | Samuel Sánchez       | Espagne   |    | m.t.            |
| 5. | Denis Menchov        | Russie    |    | m.t.            |
| 6. | Ezequiel Mosquera    | Espagne   |    | m.t.            |
| 7. | Stéphane Goubert     | France    |    | m.t.            |
| 8. | Carlos Sastre        | Espagne   |    | m.t.            |
| 9. | Maxime Monfort       | Belgique  |    | m.t.            |
| 10. | Vladimir Karpets     | Russie    |    | m.t.            |

## Classement général
| \| 1. \| Denis Menchov \| Russie \| en \| 74 h 22 min 13 s \| \| 2. \| Cadel Evans \| Australie \| + \| 2 min 27 s \| \| 3. \| Carlos Sastre \| Espagne \| \| 3 min 02 s \| \| 4. \| Samuel Sánchez \| Espagne \| \| 4 min 01 s \| \| 5. \| Vladimir Efimkin \| Russie \| \| 4 min 27 s \| \| 6. \| Ezequiel Mosquera \| Espagne \| \| 4 min 35 s \| \| 7. \| Vladimir Karpets \| Russie \| \| 6 min 17 s \| \| 8. \| Manuel Beltrán \| Espagne \| \| 7 min 41 s \| \| 9. \| Igor Antón \| Espagne \| \| 7 min 47 s \| \| 10. \| Carlos Barredo \| Espagne \| \| 8 min 48 s \| |                   |           |    |                  |
| 1. | Denis Menchov     | Russie    | en | 74 h 22 min 13 s |
| 2. | Cadel Evans       | Australie | +  | 2 min 27 s       |
| 3. | Carlos Sastre     | Espagne   |    | 3 min 02 s       |
| 4. | Samuel Sánchez    | Espagne   |    | 4 min 01 s       |
| 5. | Vladimir Efimkin  | Russie    |    | 4 min 27 s       |
| 6. | Ezequiel Mosquera | Espagne   |    | 4 min 35 s       |
| 7. | Vladimir Karpets  | Russie    |    | 6 min 17 s       |
| 8. | Manuel Beltrán    | Espagne   |    | 7 min 41 s       |
| 9. | Igor Antón        | Espagne   |    | 7 min 47 s       |
| 10. | Carlos Barredo    | Espagne   |    | 8 min 48 s       |

## Classements annexes
| Classement | Coureur                  | Total             |
| ---------- | ------------------------ | ----------------- |
| points     | Daniele Bennati Italie   | 118 pts           |
| montagne   | Denis Menchov Russie     | 80 pts            |
| combiné    | Denis Menchov Russie     | 5 pts             |
| équipe     | Caisse d'Épargne Espagne | 222 h 58 min 31 s |